# Théo Bernhardt
Pour les articles homonymes, voir Bernhardt.
Théo Bernhardt, né le 29 juin 2000 à Angers, est un homme politique français. Il est élu député du Bas-Rhin lors des élections législatives anticipées de 2024, sous l'étiquette du Rassemblement national.

## Biographie
Théo Bernhardt naît de parents originaires d'Alsace. Il réalise un master en recherche biomédicale à l'IUT Louis-Pasteur de Schiltigheim, terminé peu avant son élection en 2024,.
En 2020, il participe aux émissions télévisées Les Douze Coups de midi, puis à Tout le monde veut prendre sa place.
Il commence à militer au sein du Rassemblement national à l'âge de 18 ans, mettant en avant « la fibre sociale que représente Marine Le Pen ». Lors des élections législatives de 2022, il est suppléant dans la troisième circonscription du Bas-Rhin.
Après la dissolution de l'Assemblée nationale décidée par Emmanuel Macron le 9 juin 2024, il est investi par le Rassemblement national dans la huitième circonscription du Bas-Rhin, en tant que candidat titulaire. À l'issue du premier tour, le 30 juin, il arrive premier, récoltant 44,16 % des voix, et se qualifie pour le second tour. Rue89 souligne le 3 juillet la surprise d'une partie des habitants et des élus locaux de la circonscription, qui est connue pour « le plein emploi et une faible délinquance ».
Le 7 juillet 2024, Théo Bernhardt est élu député avec 51,44 % des suffrages face à la candidate et députée sortante Horizons Stéphanie Kochert.